# James Maritato
James Maritato (12 de marzo de 1972), también conocido como Nunzio o Little Guido Maritato, es un luchador profesional estadounidense que trabajó en la WWE. Es mayormente recordado por su paso en la Extreme Championship Wrestling y en la World Wreslting Entertainment.

## Carrera

### Extreme Championship Wrestling (1992-2001)
1995 se unió a Extreme Championship Wrestling (ECW) bajo el nombre de Damian Stone. Más tarde le dieron el gimmick de Little Guido, formando el stable cómico de Full Blooded Italians (F.B.I), junto a J.T. Smith, Tracy Smothers, y Tommy Rich.
Durante 1999, llegó a ser un "luchador serio", aun siendo acompañado por "Big" Sal E. Graziano y proclamándose a sí mismo como miembro de F.B.I. (aunque después dejase de serlo). Después de este cambio, participó en algunos combates individuales hasta después del año 2000, cuando formó un tag team con Tony Mamaluke. La pareja ganó los ECW Tag Team Championship el 26 de agosto de 2000 y los retuvieron hasta después de diciembre cuando los perdieron contra Danny Doring and Roadkill. Ellos continuaron luchando juntos hasta la desaparición de la ECW en abril del 2001.

### World Wrestling Entertainment (2002-2008)
2002 (SmackDown-Velocity)

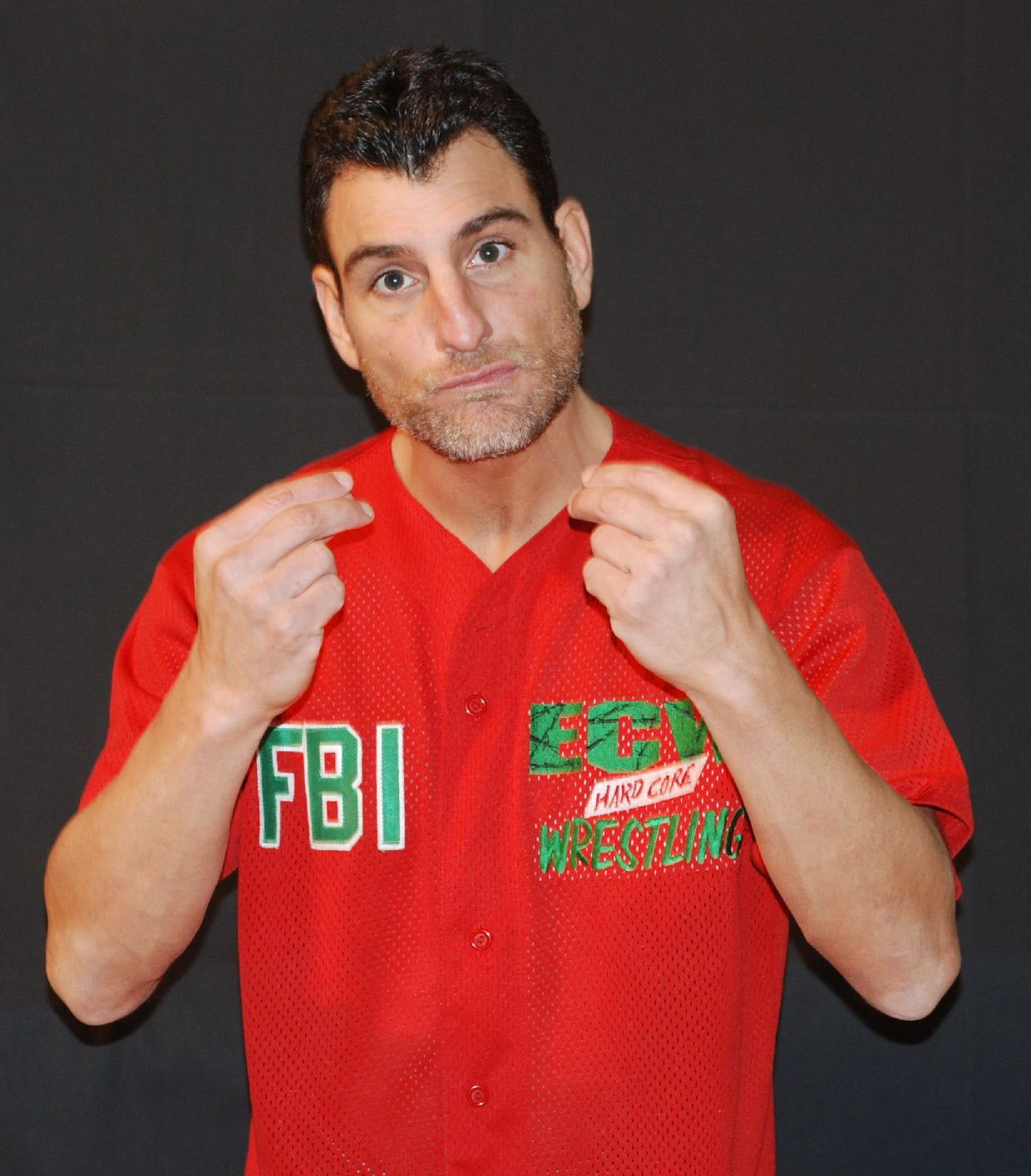

Maritato fue mencionado como Nunzio por Jamie Noble, diciendo que era su primo (kayfabe). Al principio solo se mencionó su nombre, creando la expectativa de ser alguien imponente, hasta que Noble, tras perder contra Crash Holly el 5 de diciembre en SmackDown, decidió que necesitaría su ayuda. La semana siguiente en SmackDown!, Noble se enfrentó nuevamente a Crash Holly y finalmente Nunzio apareció interfiriendo el combate a favor de Noble, golpeando repetidamente a Crash, marcando así su actitud de heel. Desde este momento ya tenía el gimmick de italiano estereotípico (como su referencia a la "familia"). En el siguiente programa de la marca azul, el 19 de diciembre,  Nunzio salió al ring junto a Noble y su novia Nidia en una lucha por parejas contra Bill DeMott y Crash Holly. DeMott luchó solo durante todo el combate contra Nunzio y Noble, llevándose la victoria y atacando a Crash también.
2003 (SmackDown-Velocity)
En el SmackDown del 2 de enero, Nunzio combatió contra Crash Holly debido al ataque cometido semanas atrás. Entró en la arena con la música de Noble, acompañado por este y por Nidia. Nunzio ganó el combate limpiamente tras aplicar su remate Arrivederci.  La semana siguiente, en Velocity, Nunzio volvió a derrotar a Crash Holly. El 16 de enero salió a la arena de SmackDown acompañado por la pareja nuevamente, pero esta vez con su música de entrada y titantrón propio. El combate a disputar era contra Tajiri, que derrotó a Noble la semana anterior y se burló de Nunzio en un segmento hablando en japonés. Nunzio ganó tras la intervención de Noble y Nidia, aplicando su Arrivederci al japonés. La semana siguiente aparece entrenando cuando Matt Hardy habla con él sobre Shannon Moore, la "Mattitude" y su combate de la noche. Nunzio gana el combate tras revertir un Twist of Fate de Moore a su Arrivederci.
El 6 de febrero tuvo una lucha contra Rikishi en SmackDown, que perdió rápidamente. Tras el combate, Nunzio cogió el micrófono increpando y amenazando a Rikishi con traer a su gente, lo que les llevó a enfrentarse nuevamente la semana siguiente, apareciendo de repente Chuck Palumbo y Johnny Stamboli antes de iniciar el combate, a los que Nunzio se refiere como su "familia"; atacan a Rikishi, lo inmovilizan y Nunzio le besa en la boca, presumiblemente siendo esto una especie de "beso de la mafia". Antes de esto, el 8 de febrero, Nunzio derrotó a Funaki en Velocity. El 27 de febrero, en SmackDown, Nunzio enfrentó a Eddie Guerrero. Entró en la arena acompañado por Palumbo y Stamboli, siendo introducidos al show como los Full Blooded Italians (F.B.I.) por el presentador Tony Chimel. Guerrero ganó el encuentro, y al terminar, él y su acompañante Chavo, fueron atacados atacados por los F.B.I. acudiendo Rikishi en su ayuda.
El 6 de marzo, en SmackDown, acompañó a Palumbo y Stamboli en su combate contra Los Guerreros. Tras perder, F.B.I. atacó a Los Guerreros. El 8 de marzo, en Velocity, derrotó nuevamente a Funaki. El 13 de marzo, en SmackDown, Nunzio y Stamboli acompañaron a Palumbo en su combate contra Rikishi. Cuando intentaron ayudar a Palumbo, fueron atacados por Los Guerreros. En el siguiente SmackDown, F.B.I. enfrentó a Rikishi y Los Guerrero, perdiendo el encuentro. El 27 de marzo, F.B.I. salió en SmackDown, en una grabación en la calle donde exigían forzosamente dinero a un hombre.
El 6 de noviembre, combate contra Último Dragón y Jaime Noble con Tajiri como compañero, siendo este último también acompañado por el team Kyo Dai (Akio y Ryan Sakoda), sin lograr la victoria.
2005 (SmackDown-Velocity)
El 13 de enero luchó contra Funaki por el Campeonato Peso Crucero de la WWE sin lograr el oro.
El 3 de febrero salió respondiendo al reto semanal de Kurt Angle, al cual enfrentó verbalmente por haberle intimidado y robado su puesto en la Battle Royal de Royal Rumble y acto seguido combatieron, terminando Angle como ganador por tap out. Dos semanas después tuvo una lucha contra Luther Reigns que perdió por conteo. Cinco días después derrotó a Funaki en Velocity.
El 31 de marzo participó en una Batalla Real junto a Akio, Billy Kidman, Funaki, Paul London, Scotty 2 Hotty y Spike Dudley por Campeonato Peso Crucero de Chavo Guerrero. Entre todos eliminaron a Chavo en primer lugar. Nunzio logró eliminar a Funaki pero después fue eliminado por Kidman.
El 26 de mayo compitió en una Winner's Choice Battle Royal con gran parte del roster de SmackDown. Mientras intentaba eliminar a Carlito, fue eliminado ilegalmente por Matt Morgan.
El 2 de junio tuvo un combate con JBL. Cuando JBL entró al ring, acompañado por parte de The Cabinet (Orlando Jordan y The Basham Brothers), tomó el micrófono y empezó a hablar sobre Paul Heyman y la ECW, señalando a Nunzio como antiguo competidor de dicha empresa. Su discurso cambió a un tono ofensivo y modificó el combate a la estipulación de ECW Rules Match, atacando repentinamente a Nunzio con una big boot. Nunzio logró escabullirse y usó un palo de kendo para contraatacar, pero con ayuda de The Cabinet, JBL se llevó la victoria. El 12 de junio fue parte del PPV One Night Stand, compitiendo nuevamente bajo el nombre de Little Guido Maritato. Su lucha era una Triple Amenaza con eliminación, contra Tajiri y Super Crazy. Maritato entró en la arena sobre los hombros de Big Guido, acompañado también de Tracy Smothers, J.T. Smith y Tony Mamaluke, todos miembros de su antiguo stable, F.B.I. Maritato fue eliminado por Tajiri tras recibir una Whippersnapper de Mikey Whipwreck.
El 6 de agosto de 2005, en una edición de Velocity, Nunzio obtuvo su primer reinado en la categoría de peso crucero tras derrotar a Paul London y arrebatarle el Campeonato Peso Crucero. En este combate intervino Vito a favor de Nunzio. Tras esto formaron una alianza decidiendo reformar los Full Blooded Italians (F.B.I.), aunque pasaron un poco desapercibidos por aparecer principalmente en Velocity y esporádicamente en la marca principal. 
El 16 de septiembre combatió en un Champion vs Champion Match contra el Campeón Peso Pesado, Batista, siendo derrotado tras un Batista Bomb.
El 9 de octubre luchó contra Juventud Guerrera en No Mercy, perdiendo el Cruiserweight Championship tras recibir un Juvi Driver. Tuvo un corto feudo con Bobby Lashley, comenzando el 14 de octubre en SmackDown en un singles match. La semana siguiente, el 21 de octubre, Vito enfrentó a Lashley con Nunzio como manáger, y su siguiente combate fue un Handicap Match con Vito versus Lashley. Ambos perdieron sus luchas de forma contundente, siendo prácticamente un squash.
Recuperó el Campeonato Peso Crucero de la WWE frente a Juventud, en un combate en Italia, el cual fue anunciado solamente por WWE.com. Poco después, el 25 de noviembre, perdió el oro contra Juventud en una edición de Smackdown desde Inglaterra.
2006-2008
El 24 de enero de 2006 (emitido el 27), compitió en la marca azul en un Triple Threat Tag Team Match clasificatorio para el Royal Rumble, haciendo equipo con Vito enfrentando a The Mexicools y The Dicks, perdiendo por pinfall tras recibir un aided sitout wheelbarrow facebusterde The Mexicools. Dos días después luchó en el opener de Royal Rumble contra los ex-campeones peso crucero Funaki, Gregory Helms, Jamie Noble y Paul London; y el campeón Kid Kash, por el WWE Cruiserweight Championship, perdiendo por pinfall de Helms a Funaki.
El 3 de febrero aparece en SmackDown, en una entrevista a Gregory Helms, desafiándole la semana siguiente a una batalla titular, la cual acepta. La semana siguiente combaten, pero Nunzio es derrotado. El 17 de febrero, salió junto al resto de la división crucero de SmackDown a atacar al campeón crucero, Gregory Helms. Dos días después tuvo un combate titular en el opener de No Way Out contra Gregory Helms (c), Brian Kendrick, Funaki, Paul London, Psicosis, Scotty 2 Hotty y Super Crazy por el Cruiserweight Championship, que retuvo Helms.
El 17 de marzo, en SmackDown, fue un leñador heel en la Lumberjack match entre Bobby Lashley y Finlay. En el siguiente show participó en una Battle Royal por el último puesto para el Money in the Bank de Wrestlemania 22, pero fue eliminado por Paul Burchill.
El 5 de mayo, combatió en SmackDown por ser el contendiente N°1 al Cruiserweight Championship en una Triple Threat contra Super Crazy y Kid Kash, pero el combate fue interrumpido y tanto ellos como su acompañante, Vito, fueron atacados por The Great Khali en una de sus primeras apariciones tras su debut como un nuevo monster heel en la empresa. La siguiente semana se repitió el combate para decidir el retador que enfrentaría al campeón Gregory Helms en Judgment Day, pero ganó Super Crazy. Después sale en backstage, indignado por el resultado del combate, y Vito le propone un plan de consolación, quedan en verse luego y Vito se va, tras lo que aparece Orlando Jordan y le comenta a Nunzio, que el otro día en un club vio un tipo travestido que se parecía mucho a Vito, a lo que Nunzio responde molesto y sin tomarlo en serio. El 19 de mayo, sale en SmackDown junto a Vito, que está hablando por teléfono con "las chicas" y se marcha. Justo entonces aparece el pirata Paul Burchill y le comenta a Nunzio, algo parecido a lo que dijo Orlando Jordan la semana anterior. El 26 de mayo, en SmackDown, aparece hablando con Vito sobre su inminente combate contra los Campeones en Parejas la WWE, Paul London & Brian Kendrick y sobre los rumores, dando por hecho que eran falsos. Pierden el combate por pinfall de Kendrick a Nunzio.
En la edición de SmackDown del 2 de junio, Nunzio aparece muy nervioso en backstage, buscando a Vito para que acuda con él al ring, ya que tiene un combate muy importante. Acto seguido, Nunzio tiene un combate contra Matt Hardy, y pese a ser un combate en el que pudo mostrar sus habilidades más de lo habitual, Hardy ganó. Al acabar, Vito entra al ring para ayudar a Nunzio, pero este le rechaza y huye al ver que lleva puesto un vestido y unas sandalias. En el siguiente show, Vito acude al vestuario con otro vestido y botas, por lo que el resto de luchadores se van, excepto Nunzio, que le encara y discute sobre su masculinidad, terminando por enfrentarse esa noche en el ring, con Vito como ganador. El 7 de junio fue parte del Team ECW en su enfrentamiento al Team WWE en el programa introductorio a lo que sería WWE ECW. Apareció en varios segmentos y combatió en la 20-Man Battle Royal entre WWE y ECW, pero fue eliminado por The Big Show. El 11 de junio, en el PPV ECW One Night Stand, F.B.I. regresaba oficialmente por una noche de la mano de Big Guido, Little Guido y Tony Mamaluke, estos dos últimos haciendo equipo para enfrentar a Super Crazy & Tajiri. Full Blooded Italians ganó el combate con pinfall de Maritato a Tajiri, aunque al terminar el encuentro entró The Big Show y derribó a todos.
En la ECW peleaba casi siempre perdiendo (contra Jamie Noble, Kevin Thorn, Kenny Dykstra, Tommy Dreamer y Vladimir Kozlov entre otros).
Más tarde, peleó en la edición de SmackDown! del 6 de junio, junto con Batista, Funaki y Colin Delaney contra Edge, Chavo Guerrero, Curt Hawkins y Zack Ryder. El equipo de Batista ganó, obteniendo este una oportunidad por el Campeonato Mundial Peso Pesado en Night Of Champions.
El 8 de abril de 2008 perdió contra Elijah Burke en ECW.
Su última batalla televisada fue el 8 de julio de 2008 en la marca ECW, perdiendo contra Evan Bourne.
El 8 de agosto de 2008 la WWE terminó su contrato con Nunzio.

### Circuito independiente (2009-presente)
Actualmente James se encuentra luchando en el circuito independiente.

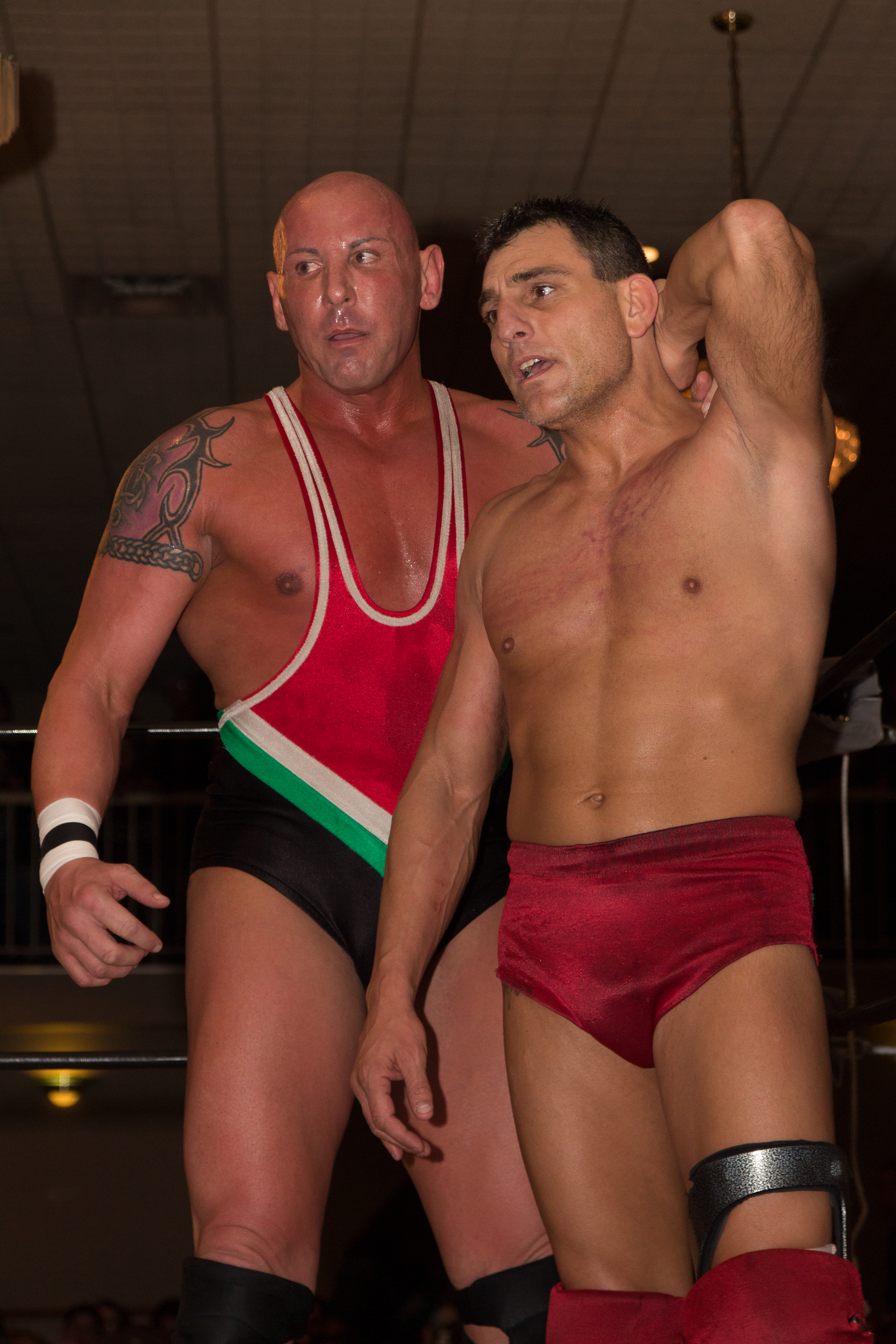
Maritato (derecha) & Big Vito en 2013.

Maritato luchó para Jersey All Pro Wrestling el 19 de septiembre. [39] El 15 de noviembre, ganó el JAPW Tag Team Championship con Tracy Smothers. El 16 de enero de 2009, Maritato fue incluida en el Salón de la Fama de ECPW.
En febrero de 2009, se anunció que Maritato sería entrenadora de la escuela de lucha libre profesional "Bodyslam U" en Nueva Jersey, mientras aún competía en el circuito independiente. [40] El 13 de marzo de 2009, Guido perdió ante Shane Douglas , quien hizo su regreso a la National Wrestling Alliance por primera vez desde que Douglas perdió el Campeonato Mundial Peso Pesado de la NWA en casi quince años . En junio, Guido regresó a Ring of Honor perdiendo ante Jay Briscoe en el Hammerstein Ballroom de la ciudad de Nueva York . [41] A finales de 2009, Maritato comenzó a competir por la National Wrestling Alliance .bajo el nombre de Nunzio. También actuó para la expansión NWA On Fire con sede en Nueva Inglaterra. [42] Maritato se reunió nuevamente el 6 de octubre de 2012 como FBI, siendo derrotado por Danny Doring y Roadkill en el primer show de House of Hardcore . [43] En House of Hardcore 2 , ahora regresando bajo su nombre de ring "Little Guido", se enfrentó a Vik Dalishus en un esfuerzo fallido. El 6 de junio de 2014, en House of Hardcore 4 , Maritato derrotó a Matt Striker. Maritato luchó en el próximo evento de House of Hardcore el 7 de junio de 2014, en el que derrotó a Danny Doring.
En House of Hardcore 7 , Maritato se asoció con Team Tremendous (Bil Carr y Dan Barry) para enfrentarse a Anthony Greene, Ben Ortiz y Vik Dalishus en un esfuerzo ganador. [44] Luego participó en una lucha por equipos de diez hombres en House of Hardcore 10 , formando equipo con el oficial Colt Cabana , Bill Carr, Dan Barry y el miembro del FBI Tony Mamaluke , para derrotar con éxito a Afa Jr. , Jade, Lance . Anoa'i , LA Smooth y Vik Dalishus.

### Regreso a la World Wrestling Entertainment/WWE (2010-2011)
Maritato hizo su regreso a la WWE como el árbitro de un combate en un house show de Raw en el Madison Square Garden el 26 de diciembre de 2010, debido a que la mayoría de los árbitros no pudieron asistir al evento por el mal tiempo que hizo, así que contactaron con él, que estaba en la ciudad. Tras esto, le ofrecieron un contrato y apareció como árbitro en televisión el 1 de febrero. El 29 de septiembre, se anunció que había sido despedido de la empresa.

### Ring Ka King (2012)
Nunzio trabajó en la empresa india Ring Ka King, utilizando el nombre de Broadway y siendo aliado de Joey Hollywood.
El 4 de febrero, hizo su debut en una lucha tríos, Broadway, Hollywood y Isaiah Cash se enfrentaron a Zema Ion, Jimmy Rave y Roscoe Jackson, donde este último team ganó el combate.

### Impact Wrestling (2022)
En 2022, Maritato hizo una aparición para TNA, ahora conocida como Impact Wrestling , en el episodio del 21 de abril de Impact! , desafiando a Matt Cardona por el Impact Digital Media Championship , donde no tuvo éxito.

## En lucha
Movimientos finales
- Arrivederci (Springboard single arm DDT/ Flying armbar takedown) – WWE
- Kiss of Death (Lifting inverted double underhook facebuster)
- Sicilian Slice (Diving leg drop bulldog)

Movimientos de firma
- Dropkicks
  - Diving front dropkick
  - Front dropkick

- Italian legsweep
- Mutltple armbar variations
  - Cross
  - Fujiwara

- Sicilian Crab (Lifting over the shoulder single leg boston crab)

Apodos
- "The Extreme Son"
- "The Sicilian Shooter"

## Campeonatos y logros
- Chaotic Wrestling
  - CW Tag Team Championship (1 vez) - con Luis Ortiz

- East Coast Pro Wrestling
  - ECPW Light Heavyweight Championship (1 vez)[8]
  - ECPW Hall of Fame (2009)

- Extreme Championship Wrestling
  - ECW Tag Team Championship (2 veces) - con Tony Mamaluke (1) y Tracy Smothers (1)

- Impact Championship Wrestling
  - ICW Hip Swivel Towel Championship (1 vez)[9]

- Jersey All Pro Wrestling
  - JAPW Tag Team Championship (1 vez) – con Tracy Smothers

- USA Pro Wrestling
  - USA Pro United States Championship (1 vez)
  - USA Pro Tag Team Championship (2 veces) - con Rahul Kay (1) y Kid Kruel (1)

- World Wrestling Entertainment
  - WWE Cruiserweight Championship (2 veces)